# Aphaenogaster albisetosa
Aphaenogaster albisetosa é uma espécie de inseto do gênero Aphaenogaster, pertencente à família Formicidae.